# Saamen silta

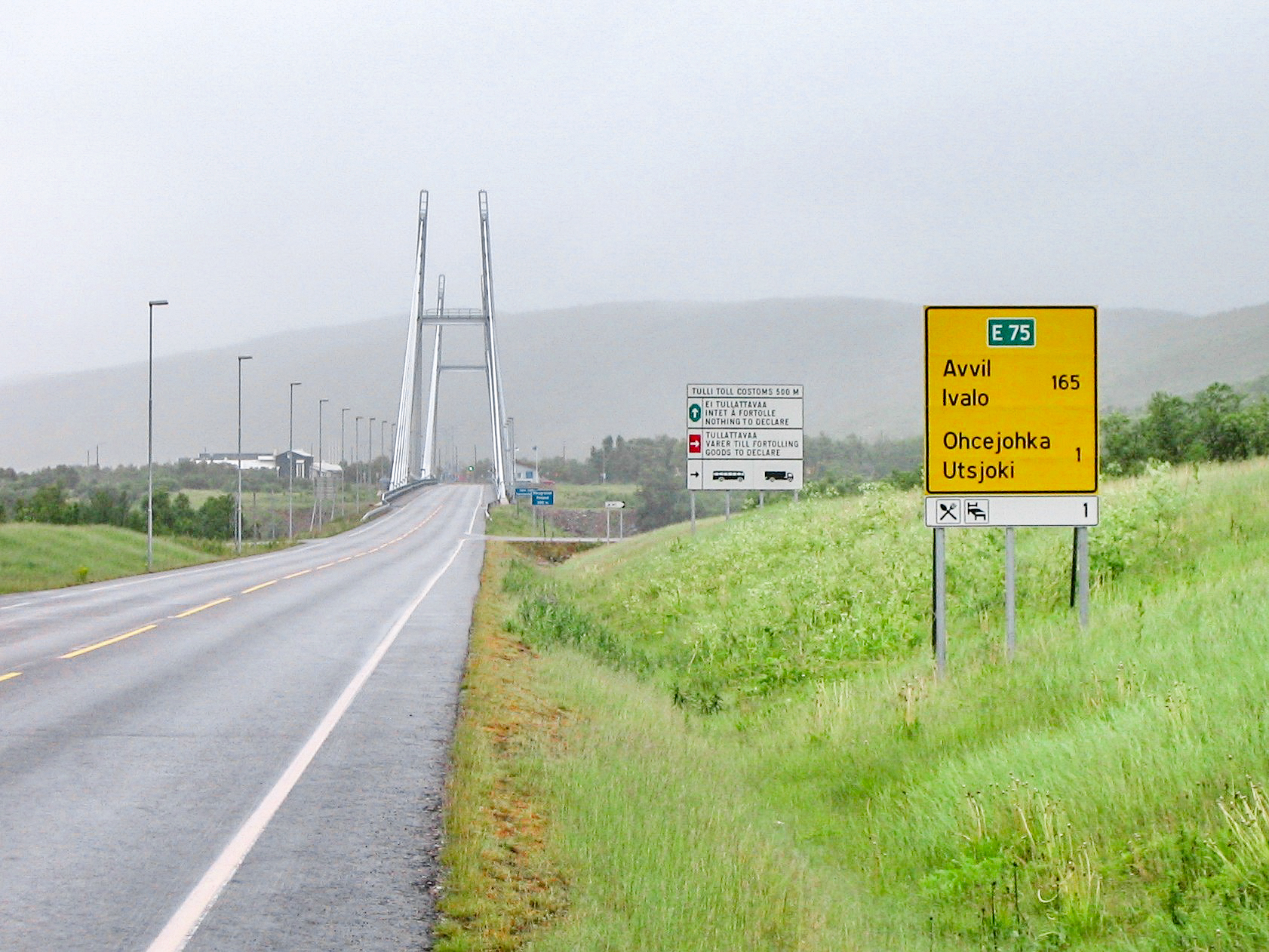
Ansicht vom norwegischen Ufer

Saamen silta (nordsamisch Sámi šaldi, norwegisch Samelandsbrua) ist die den Tenojoki überquerende Straßenbrücke, die das Gemeindezentrum von Utsjoki in Finnland und das zur Gemeinde Tana (Teno) gehörende Roavvegieddi in Norwegen verbindet.

## Daten
Die Länge der Brücke ist 316,5 m und die Höhe des Pylons (Brückenpfeiler) beträgt 117 m. Der Konstruktionstyp ist eine Schrägseilbrücke, H-Pylon, zwischen Harfen- und Büschelform.
Die Brücke wurde 1993 eröffnet. Bei der Brücke endet die in Helsinki beginnende Staatsstraße 4. Die E 75 verläuft über die Brücke und weiter nach Norwegen bis Vardø.